# Бяло езеро (Русия)
Бяло езеро (на руски: Белое озеро) е езеро в Европейската част на Русия, Вологодска област.
С площ от 1284 km² е 2-ро по големина (след Онежкото езеро) езеро във Вологодска област и 10-о в Русия.

## Географска характеристика

### Географски показатели
Бяло езеро е разположено в северната част на Източноевропейската равнина, в северозападната част на Вологодска област, на 133 m н.в.
Езерото има овална форма с дължина от северозапад на югоизток 46 km и ширина до 33 km. Дължината на бреговата му линия е 126 km. Югоизточния бряг на езерото е нисък, изграден от пясъчни валове, след които започва пояса на заблатените гори. Североизточния бряг е висок и стръмен вследствие от разрушаването на езерните тераси от щормовите вълни. Западния бряг е силно заблатен, обрасъл с тръстики с ширина до 150 m, които защитават брега от разрушаване. Южния бряг, на който е разположен град Белозерск е изкуствено заграден с насипи с височина до 2 m, които са насипани при изграждането на Белозерския обходен плавателен канал. В устиетата на някои от реките има пясъчни коси (барове), изградени от отлагания от речните наноси. Езерната котловина е плоска и около 85% от нея е покрита с езерни наслаги.
През 1964 г. Бяло езеро е изкуствено свързано с река Шексна, на която е изградено Шекснинското водохранилище и става негов отделен водоем и най-високия участък от Волго-Балтийския канал. При нормални води абсолютната надморска височина на езерото е 113 m (с 1,5 m над нивото на Шекснинското водохранилище). През по-голямата част от годината от октомври до юни нивото на езерото се снижава с 1,2 m, а обема с 1,48 km3 (28%) поради оттока му в Шекснинското водохранилище. През останалата част на годината (от юли до септември) част от отока на Бяло езеро се осъществява на север по река Витегра в Онежкото езеро. Езерото е плитко с максимална дълбочина до 5,5 m. Предполага се, че името му произлиза от добиването в миналото на бяла глина от неговите брегове. От размиването на белите му глинести брегове водата му добива бял мътен оттенък и прозрачността на водата намалява от 1,5 m в централната част до 0,4–0,5 m в близост до брега.

### Водосборен басейн
Водосборният басейн на Бяло езеро е 12 700 km2, като се простира само на територията на Вологодска област. В езерото се вливат около 60 реки, най-големи от които са Кема (150 km, 4480 km2, 1,37 km3) и Ковжа (86 km, 5000 km2, 0,25 km3), вливащи се в северозападната му част и внасят около 75% от постъпващата вода в Бяло езеро.
Границите на водосборния басейн на Бяло езеро са следните:
- на северозапад – водосборния басейн на Онежкото езеро, принадлежащо към водосборния басейн на Балтийско море;
- на изток – водосборни басейн на река Онега, вливаща се в Бяло море;
- на юг и югозапад – водосборния басейн на река Волга, вливаща се в Каспийско море.

### Хидроложки показатели
Годишно 60-те реки, вливащи се в езерото внасят 3,7 km3 вода, а атмосферните валежи – 0,8 km3. Годишно от езерото изтичат (основно на юг в Шекснинското водохранилище) 3–4 km3, а се изпаряват – 0,5–0,7 km3. Общият водообмен се извършва за около 13 месеца.
Поради това, че езерото е плитко и водата му през лятото доста се затопля (до 18–20 °C), а дъното му е покрито с дебел слой тиня, която също се затопля и през есента бавно отдава топлината си, езерото замръзва късно, чак в края на ноември, а се размразява в началото на май.

## Стопанско значение, населени места
През 1964 г. е завършена реконструкцията на Мариинската водна система (изградена в началото на ХІХ в.) и езерото става част от Волго-Балтийския воден път. Покрай югозападния и западния бряг на езерото в средата на ХІХ век е изграден малогабаритния Белозерски обходен канал, който сега е изоставен, обрасъл с тръстики и силно замърсен от отпадни води. Той се използва за корабоплаване само от водни туристи и при щормови условия в езерото. На брега на Бяло езеро са разположени няколко населени места, в т.ч. град Белозерск и селата Троицкое и Липин Бор (районен център).